# The Chinese Bungalow (peça)
The Chinese Bungalow é uma peça teatral de Marion Osmond e James Corbet. Foi adaptado para o cinema em 1926, em 1930, e novamente em 1940.
- The Chinese Bungalow (1926)
- The Chinese Bungalow (1930)
- The Chinese Bungalow (1940)